# Diocesi di Mossori
La diocesi di Mossori (in latino: Dioecesis Moxoritana) è una sede soppressa e sede titolare della Chiesa cattolica.

## Storia
Mossori, nell'odierna Algeria, è un'antica sede episcopale della provincia romana di Numidia.
Unico vescovo conosciuto di Mossori è Donnino, il cui nome appare al 76º posto nella lista dei vescovi della Numidia convocati a Cartagine dal re vandalo Unerico nel 484; una nota a margine della lista riporta che Donnino fu condannato ai lavori forzati nelle miniere.
Dal 1933 Mossori è annoverata tra le sedi vescovili titolari della Chiesa cattolica; dal 6 ottobre 1992 il vescovo titolare è Daniel Adwok, vescovo ausiliare di Khartoum.

## Cronotassi

### Vescovi residenti
- Donnino † (menzionato nel 484)

### Vescovi titolari
- Michel Callens, M.Afr. † (9 gennaio 1965 - 19 agosto 1990 deceduto)
- Daniel Adwok, dal 6 ottobre 1992